# Деуліна (Каргапольський район)
Деу́ліна (рос. Деулина) — присілок у складі Каргапольського району Курганської області, Росія. Входить до складу Банниковської сільської ради.
Населення — 321 особа (2010, 327 у 2002).
Національний склад населення станом на 2002 рік: росіяни — 68 %.